# Маэуэ, Хироси
Хироси Маэуэ (яп. 前上 博 Маэуэ Хироси, 8 августа 1968 года — 28 июля 2009 года) — японский серийный убийца, по прозвищу «Убийца с сайта самоубийств». Он заманивал жертв через интернет. Он страдал парафилическим психосексуальным расстройством, которое выражается невозможностью получить сексуальное удовлетворение без акта удушения партнера.

## Биография
Маэуэ поступил в технологический институт в городе Канадзава, где он избил и задушил своего приятеля. Его выпустили в 1988 году. Позже он был задержан за нападение и попытку удушения мужчины в 1995 году. После внесудебного разбирательства его отпустили и уволили с работы. В 2001 году он был арестован за попытку удушения двух женщин. Он был приговорен к 1 году тюрьмы и 3 годам условно. Он был освобожден досрочно за хорошее поведение, и потом был вновь арестован за попытку удушения школьника, за что был осужден на 1 год и 10 месяцев лишения свободы.
Маэуэ убил трех человек (не считая того убийства, которое он совершил во время учебы в институте) после своего освобождения в 2005 году. Он был признан виновным в убийстве 14-летнего мальчика, 28-летней женщины и 21-летнего парня. Все они были членами онлайн-клуба самоубийств. Он заманивал их предложением встретиться и совершить самоубийство в машине, от отравления угарным газом. После недолгой беседы он заваливал жертву и душил её голыми руками. Это приносило ему сексуальное удовлетворение. Позже, уже будучи арестованным, он рассказал, что он решил убивать таким образом, после того как прочитал похожие события в одной мистической поэме. Все три жертвы были убиты с промежутком в 4 месяца. Маэуэ был арестован в ходе полицейского расследования. На суде Маэуэ назвали «похотливым убийцей». 28 марта 2007 года окружной суд Осаки признал его виновным и приговорил к смертной казни через повешение. Его защитники хотели подать апелляцию, но Маэуэ принял решение суда, мотивируя это тем, что должен ответить за содеянное. Маэуэ отклонил апелляцию 5 июля 2007 года.
28 июля 2009 года Хироси Маэуэ был повешен вместе с другим серийным убийцей Юкио Ямадзи.